# Vazul

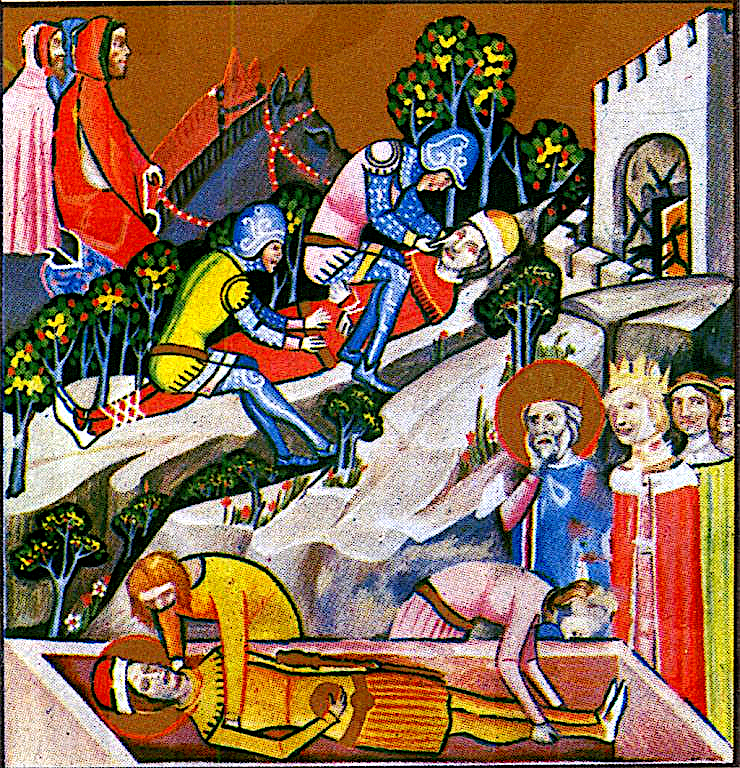
Pohřeb Imricha, v pozadí scéna oslepení knížete Vazula (Vídeňská obrázková kronika)

Vazul († po 1031), maďarsky psán také Vászoly, byl nitranský kníže z dynastie Arpádovců a kandidát na uherský trůn po smrti Imricha, syna krále Štěpána I. Aby se nemohl stát uherským králem, byl v roce 1031 oslepen. Jeho potomci však později trůnu dosáhli, a byla to právě Vazulova a nikoli Štěpánova linie, která zajistila pokračování rodu na dalších několik století.

## Život
Po násilné smrti svého otce Michala, kterou měl na svědomí uherský kníže Gejza (Michalův bratr), utekl Vazul spolu se svým starším bratrem Ladislavem Lysým k Vladimíru Velikému, knížeti Kyjevské Rusi. Poté, co se bratřím nepodařilo získat pomoc při návratu do Uher, pokračovali do Polska k Boleslavu Chrabrému. Vazul odtud už sám pravděpodobně pokračoval k Pečeněhům, kde se oženil s Tatun a přiklonil se k pohanství. Z tohoto manželství se narodili tři synové: Levente, a pozdější uherští králové Ondřej I. a Béla I.
V roce 1029 využil uherský král Štěpán oslabení polského státu a dobyl Nitransko zbavené polské pomoci. Svého bratrance Vazula nechal uvěznit a vládu v knížectví převzal Štěpánův syn Imrich.
Když 2. září 1031 zemřel na honu následník uherského trůnu Imrich, rozhodl se král Štěpán pominout nástupnická práva ostatních Arpádovců (podle seniorátu) a povolal z Benátek svého synovce Petra Orseola, kterého určil za svého nástupce. Jedním z důvodů mohla být podpora křesťanství, protože mnozí z jiných Štěpánových příbuzných dávali přednost starému pohanství. Aby omezil riziko toho, že by někdo mohl Petrovo nástupnictví ohrozit, nechal oslepit svého bratrance a hlavního kandidáta na uherský trůn Vazula. Vazulovi synové Levente, Ondřej a Béla raději odešli do Čech, kde nalezli azyl.
Vazul zemřel někdy mezi svým oslepením a Štěpánovou smrtí (1038).